# Joó Sára
Joó Sára (1995. május 25. –) magyar úszó.

## Pályafutása
Első egyesülete a TFSE, azután A Jövő SC versenyzője volt, majd 2015 februárjában átigazolt az FTC-hez, ahol Bernhardt Károly volt az edzője. 2016 szeptemberétől az Érdi Úszó Sportnál versenyez.
2010 és 2017 között 23 érmet nyert az 50 méteres medencében rendezett, felnőtt, országos úszóbajnokságokon.
A budapesti 2010-es úszó-Európa-bajnokságon 50 méteres hátúszásban a 30., 100 méteres hátúszásban a 39., 50 méteres pillangóúszásban pedig a 34. helyen végzett. A 2012-es londoni nyári olimpiai játékokon induló magyar úszócsapatban a női 4 × 200 m gyorsváltó tartaléktagja volt.
Tagja volt a 2017-es budapesti úszó-világbajnokság magyar csapatának: 50 méteres hátúszásban indult, ahol a 33. helyen zárt 28.91-es új egyéni csúccsal.